# Murray (Utah)
Murray es una ciudad del condado de Salt Lake, estado de Utah, Estados Unidos. Según el censo de 2000 la población era de 34.024 habitantes. Se estima que en 2005 la población era de 44.555 habitantes. El crecimiento es debido a la anexión de parte del lugar designado por el censo  (Census-designated place o CDP) Cottonwood West.

## Historia
La zona de Murray fue conocida como South Cottonwood.

## Geografía
Murray se encuentra en las coordenadas 40°39′9″N 111°53′36″O / 40.65250, -111.89333.
Según la oficina del censo de Estados Unidos, la ciudad tiene una superficie total de 24,9 km². No tiene superficie cubierta de agua.